# کارلوس تامپسون
کارلوس تامپسون (اسپانیایی: Carlos Thompson‎; ۱۹۲۴ – ۴ نوامبر ۱۹۹۴) بازیکن فوتبال اهل مکزیک بود.
وی همچنین در تیم ملی فوتبال مکزیک بازی کرده‌است.